# Bharatiya Kamgar Sena
Bharatiya Kamgar Sena ("Den indiske arbetarens armé") är en facklig organisation i Indien, med sin främsta styrka i delstaten Maharashtra. Organisationen är det politiska partiet Shiv Sena närstående.